# 鵜坂神社
鵜坂神社（うさかじんじゃ）は、富山県富山市婦中町鵜坂にある神社である。式内小社で、旧社格は県社。

## 祭神
現在は淤母陀琉神・訶志古泥神を主祭神とし、鵜坂姉比咩神・鵜坂妻比咩神・大彦命を配祀するとしている。
配祀神の神名から、社名の通りの「鵜坂神」が本来の主祭神であり、配祀神はそれぞれ主祭神の姉神・后神であるとする説が有力である。
大正時代に旧鵜坂村内の神社を合祀したことにより、以下の神を合せ祀る。
- 天照皇大神・豐受大神
- 譽田別大神
- 豐玉姫命
- 倉稻魂神
- 建御名方命
- 水波賣神
- 天兒屋根命

## 歴史
社伝によれば、崇神天皇の御代、北陸道将軍・大彦命によって約2000年前に勧請されたのを創祀とし、652年（白雉2年）に創立したと伝わる。平安期には神階従三位にのぼり、朝廷からも尊崇を集めたという。延喜式神名帳では小社に列格している。
白鳳期には真言宗鵜坂寺が建立され、神宮寺としても興隆を極めたが、戦国時代における度重なる被災やそばを流れる神通川の水害により衰退した。1870年の廃仏毀釈により廃寺。堂は現存していない。
1873年に県社に列格した。

## 祭事
- 歳旦祭 1月1日
- 建国祭 2月11日
- 祈年祭 2月23日
- 例大祭 4月29日
- 除蝗祭・家持彰祭・鵜坂寺別当慰霊祭 6月16日
- 新嘗祭 11月23日

平安時代から江戸時代までは、楉祭という特殊神事が行われていた。別名を「尻打祭」といい、貞操を戒めるために女性の尻を打つ祭であった。正月に七草粥を炊いた薪で女性の尻を打つと健康な子が生まれるという公家の遊びが伝わったものである。「日本五大奇祭」の一つとして日本全国にその名が知られ、松尾芭蕉や宝井其角もこの神事を詠んでいる。明治初年に雌馬の尻を打つ祭に変えられ、第二次世界大戦終戦ごろに廃絶した。「八雲御抄」には「うさかのつえ、是は越中の国うさかの明神祭日、榊木して女の男のかずに禰宜（ここに脱字あるかという）を打つ事なり」とあり、「倭訓栞」には「其祭日に神人祝詞を宣る時、一郷の女子に其年あへる男の数をいはせ、杖をもて女の尻を打といふ」とある。

## 施設
神通川を背にして本殿があり、拝殿、鳥居が正面に配置される。
また、拝殿の左には鵜坂寺の名残として墓石などが残されている。さらに、越中国司、大伴家持がこの地を訪れた際に読んだ和歌が、「鵜坂河の歌碑」に刻まれている。
参道脇に「疣石」という石があり、疣や痔に霊験があるとされる。疣の場合はその部位をさすり、痔の場合は静かに腰掛ける。

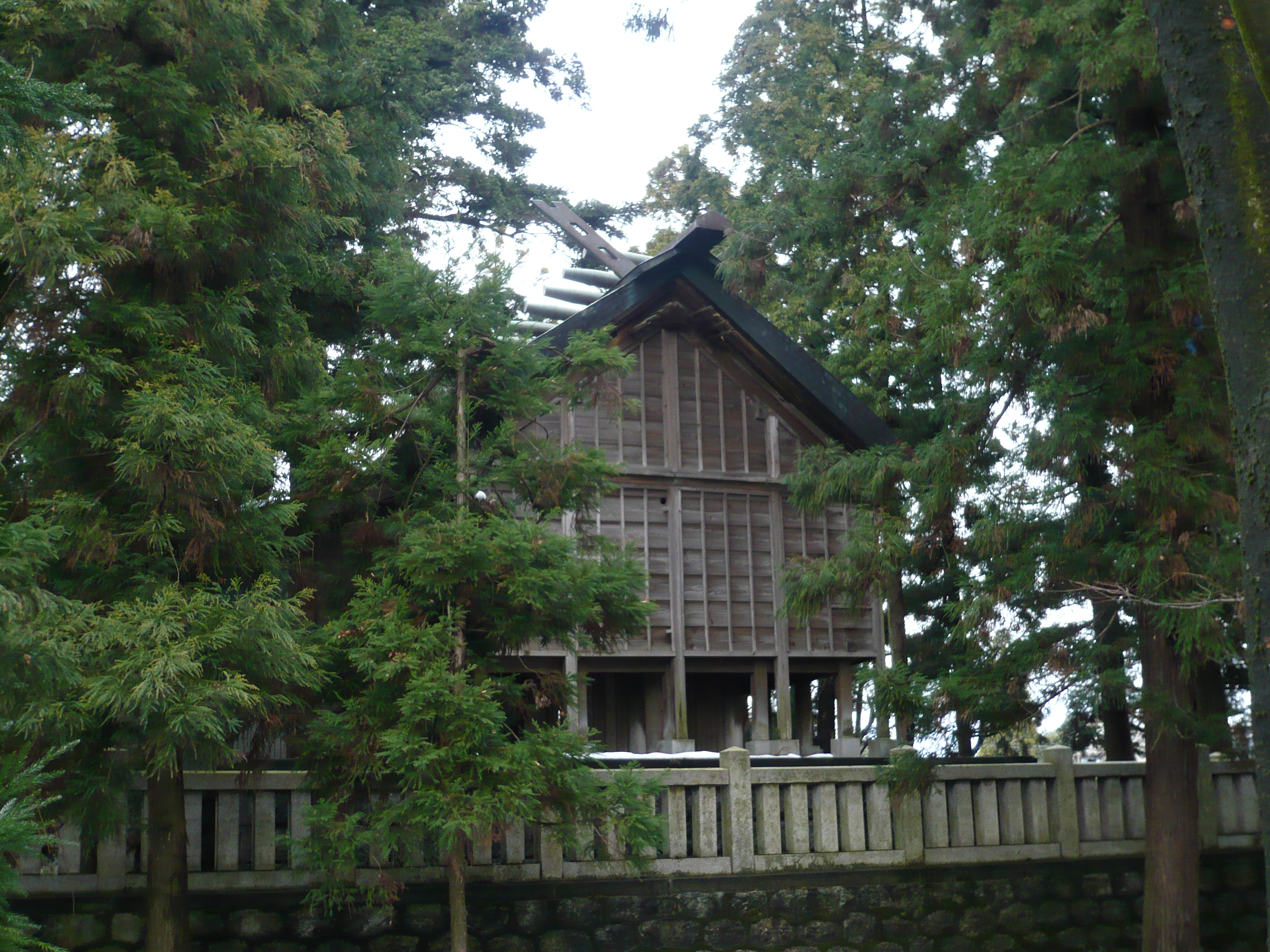
本殿
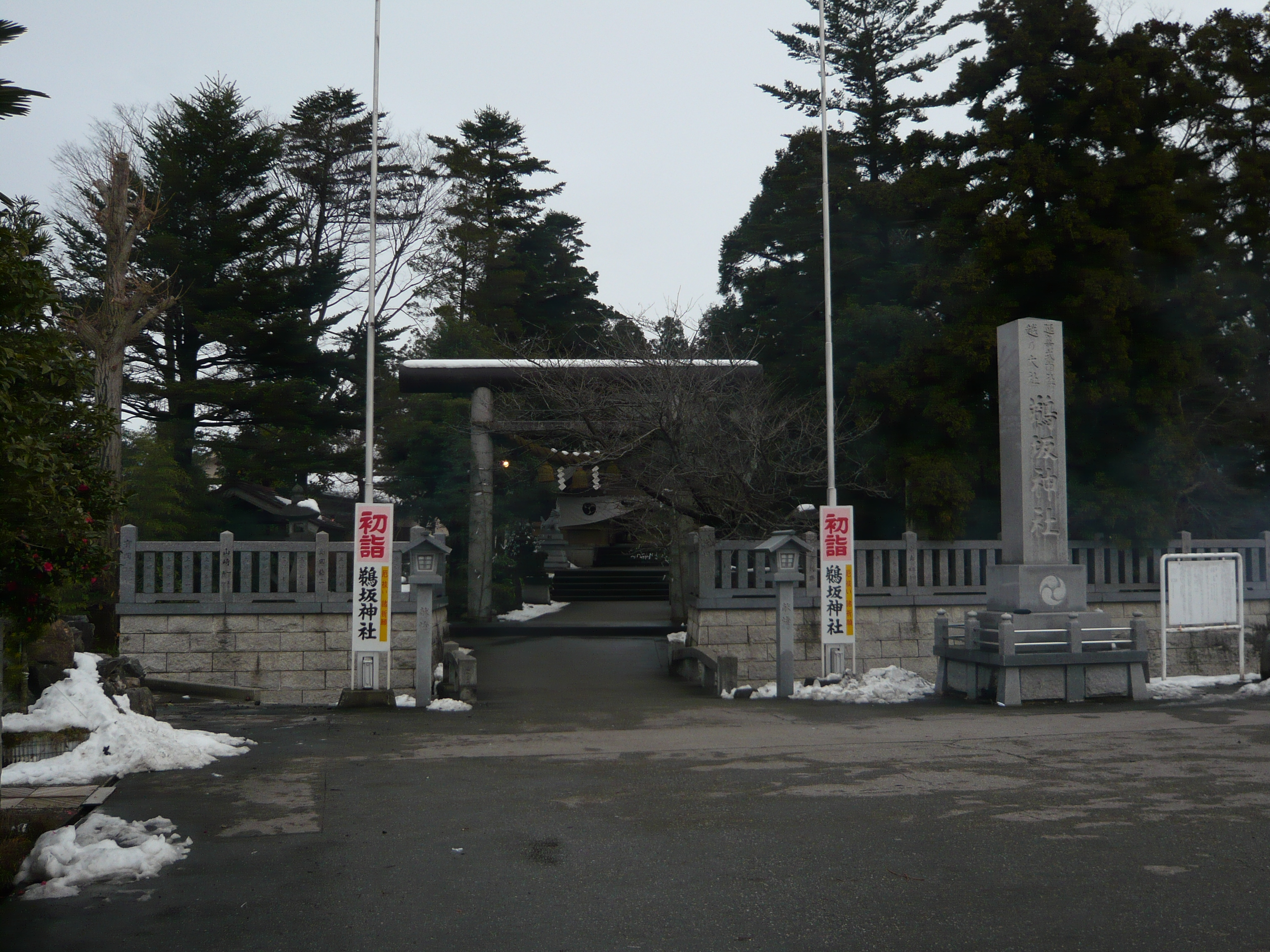
入口
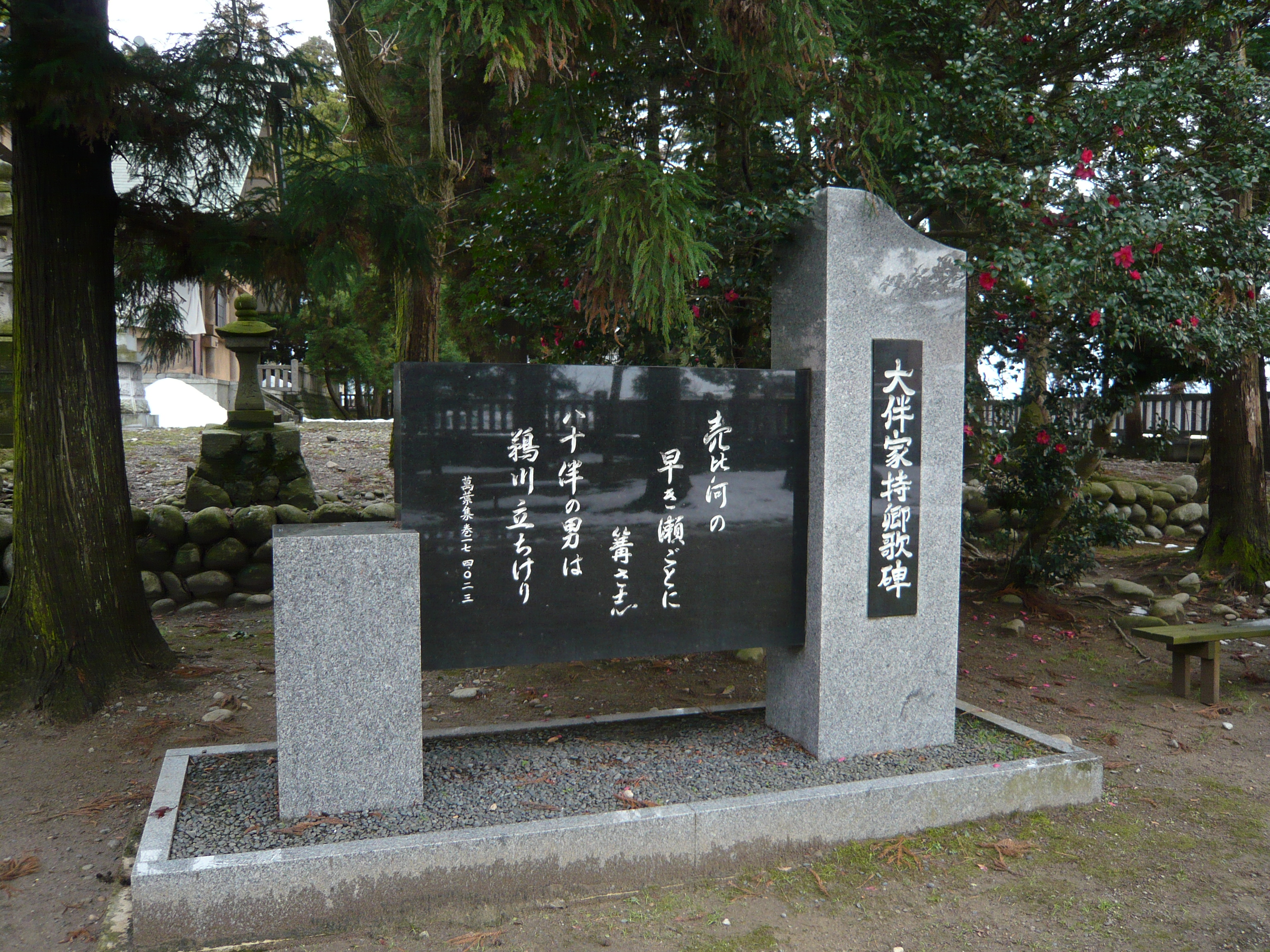
鵜坂河の歌碑
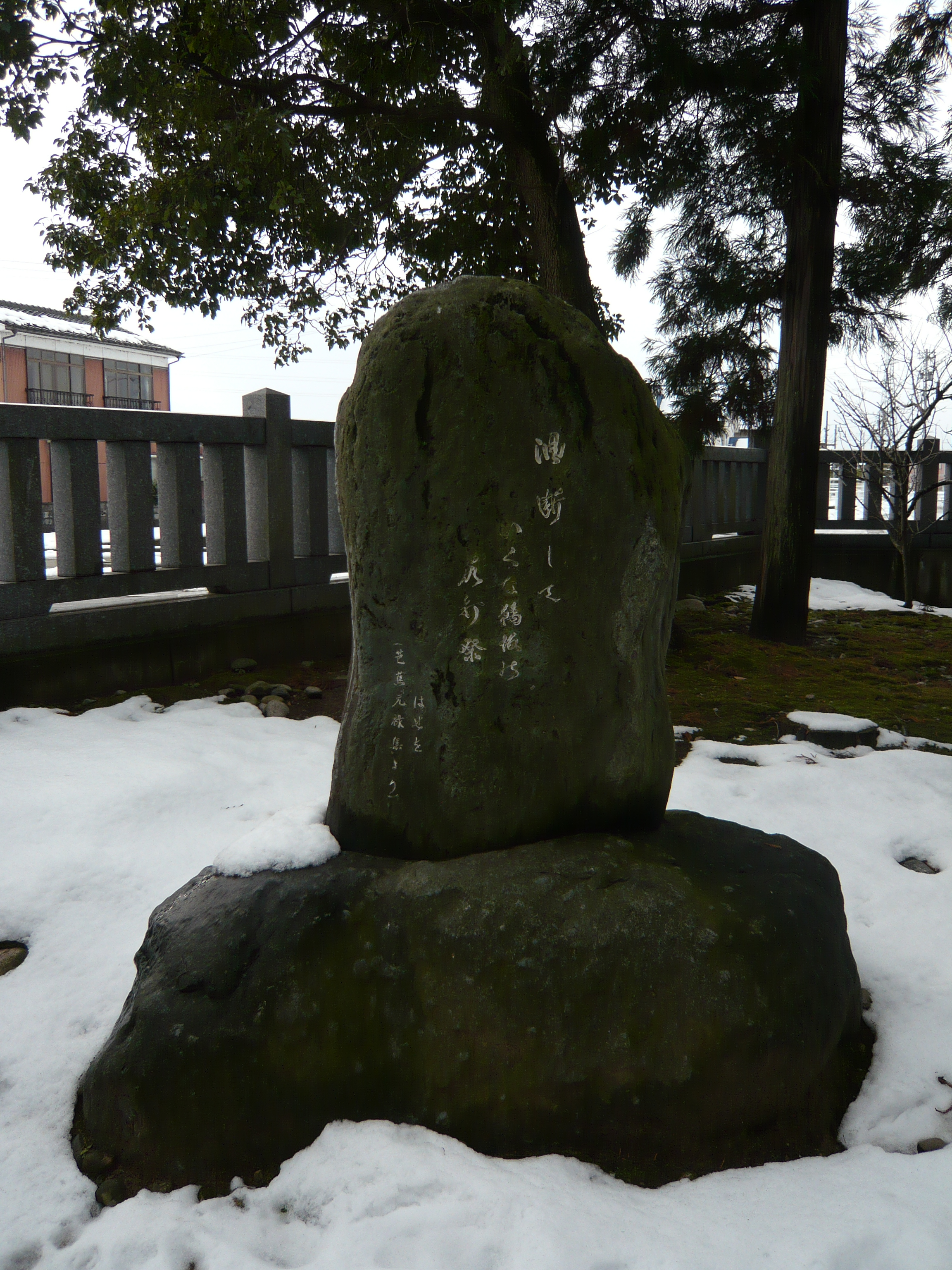
芭蕉の句碑
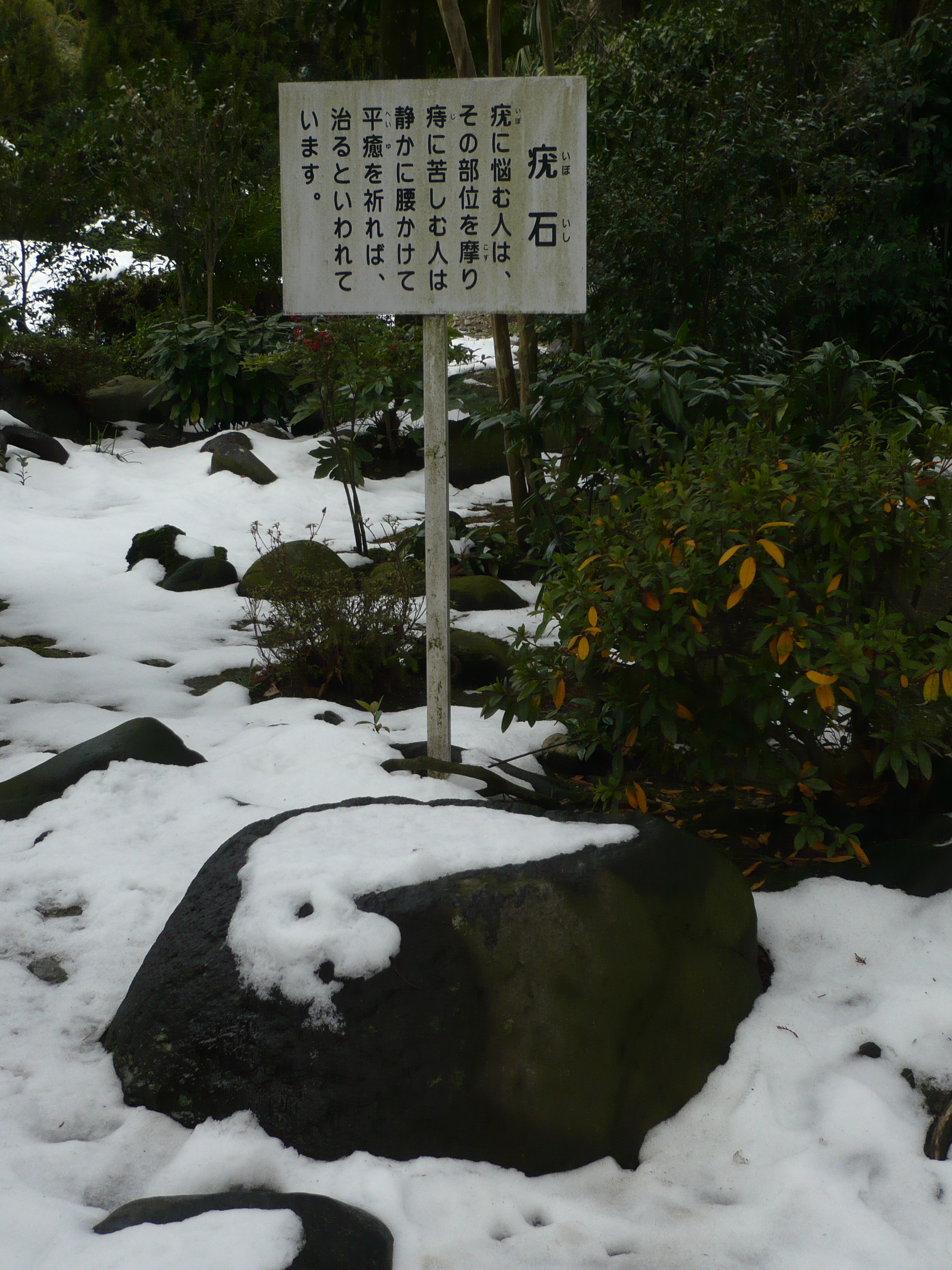
疣石